# Ulolonche culea
Ulolonche culea är en fjärilsart som beskrevs av Achille Guenée 1852. Ulolonche culea ingår i släktet Ulolonche och familjen nattflyn. Inga underarter finns listade i Catalogue of Life.